# 警報システム
警報システム（けいほうシステム）とは、危険・危機が差し迫っている状態（緊急事態, emergency）、あるいは危険性（リスク, risk）の高い状態を、警報として不特定多数の者に周知するシステムのこと。危険・機器・危険性の対象や、警報の形態はさまざまである。社会学、安全工学、心理学に関連が深い。

## 生物学的な警報システム
地球上の生物には、本能的に、自らに迫る危機を警告として自己認識させるシステムが幾つか備わっている。
- 疼痛（一般的にいう痛みを指す医学用語） - 痛みによって外傷や体内の異常を認識させる。「痛み方」痛みの程度、部位などにより詳細な状態を認識し、保護行動や痛み経験に基づく回避行動につながる。
- 恐怖 - 恐怖を感じたことをきっかけに、危険に対処しようとする防御力が一時的に向上する。また、恐怖体験はそれに対する回避行動につながる。

また、警告（特定者に対する警報）を発することによって自らを守ろうとするシステムを持つ生物もいる。
- 警告色（警戒色） - 自らの体の色彩や模様によって周囲に警告を発し、自らを守ろうとしていると考えられている。
- 威嚇 - 自らの体を大きく見せたり、色や模様を変えたり、音を出したり、動きを見せたりして相手をひるませようとする行動。威嚇は攻撃の前段階としてだけではなく、自らを守ろうとする側面もある。

## 社会における警報システム
社会の中には、実にさまざまな目的、形態の警報システムが存在している。

### 産業
- 労働安全衛生法・労働安全衛生規則や関連する特定作業を規定した法規では、いくつかの作業において、警報システムにより作業者に危険を知らせることを規定している。有機溶剤や特定化学物質、可燃性ガスなどの危険物類を扱う作業、酸欠環境下や掘削などを行う建設現場、坑道内での作業などで規定されている。警報は規定されていないが濃度の監視測定が義務付けられているもので、警報機能付きのシステムを用いることもある。また、安全性を向上させる目的で自主的に警報装置を設ける場合もある。
- 航空分野
  - 空中衝突防止装置(TCAS)の警報システム
  - 対地接近警報装置(GPWS)
  - 飛行場警報
- 鉄道分野
  - 自動列車保安装置の警報システム
  - 踏切警報機
- 船舶分野
  - 海上警報
- 交通分野
  - 衝突被害軽減ブレーキ - 自動車における衝突防止警告システム。

### 建築物
- 消防法に基づき一定の条件に該当する建築物では自動火災報知設備が設置され、地区音響装置（ベル）や非常放送設備の大きな音により火災を知らせる。
  - 漏電による火災のリスクが高い一定基準を満たす建築物では、漏電火災警報器により漏電時に警報を発して火災の危険を知らせる。
- また防犯や不審者対策などセキュリティを目的に警報装置が設置される場合がある。

### 広く一般に向けられるもの
自然災害や事件、事故など不特定多数の者に危険が及ぶような事象に対しては、広く一般に向けた警報システムが用いられる。
- 気象庁の気象に関する警報、注意報 - 大雨、大雪、地吹雪、洪水、強風、雷など
- 噴火警報 - 火山の噴火
- 緊急地震速報などの地震警報システム - 地震
  - 警戒宣言、東海地震に関連する情報 - 東海地震の予知時
- 津波警報、津波注意報などの津波警報システム - 地震による津波
- 洪水予報、水防警報 - 洪水
- 大気汚染注意報 - 光化学スモッグなどの大気汚染
- 国民保護警報 - 武力攻撃
- アンバーアラート - アメリカ合衆国やカナダなどで、誘拐事件や行方不明事件が発生した際にテレビやラジオ放送、電光掲示板などで広く広報するシステム。
- 緊急警報放送 - 津波警報や警戒宣言発表時などに、テレビやラジオ放送において対応機種の受信機を自動起動させる信号を送出する、警告放送。
- 全国瞬時警報システム - 上記を包括的にカバーし、市民に伝達するシステム。

なお市町村などの地方自治体は、上記のような災害全般に対して、災害対策基本法に基づきその危険性に応じて、避難準備情報、避難勧告、避難指示を発表するほか、警戒区域を設定して法的に立ち入りを制限する。これらは警報・注意報などの名を冠してはいないが、避難を促す警報の性格を持っている。

### 警報の形態
物理的な基準のある危険では、計測や検知を行い、しきい値以上になった時点で警報を発するシステムが多く用いられる。これが使えないような場合や高度な判断が必要な場合は、人間による客観的な判断を以て警報を発するシステムが採用される。
自動的に警報を発するものではブザーやベル、スピーカー（音声放送やサイレン）などの音響や照明の点灯・点滅を用いて知らせるものがある。建設現場や交通管制などでは、ホイッスルや誘導棒が警告の意味で用いられることがある。また、危険が常時存在する地域では標識（ピクトグラムや文字）で知らせるものがある。
また、広く一般に向けた警報としてはテレビ、ラジオなどの放送媒体、携帯電話などの移動通信機器を用いた警報システムも多用される。